# Józef Gawrylik
Józef Gawrylik (ur. 25 marca 1893 w Kołodczynie, zm. 8 grudnia 1937 w ZSRR) – białoruski radykalny działacz lewicowy, poseł na Sejm II RP.
Ukończył seminarium nauczycielskie w Borunach. Do 1928 był nauczycielem języka białoruskiego w białoruskim Gimnazjum w Radoszkowiczach. W 1929 zamieszkał w Wilnie. Wspierał radykalną grupę studentów na Uniwersytecie Stefana Batorego, którzy od lipca 1929 wydawali miesięcznik „Wolnaja Dumka”. Aresztowany w sierpniu 1930 wraz z innymi posłami i pracownikami Sekretariatu „Zmahannia”, wyrokiem Sądu Okręgowe w Wilnie z 12 stycznia 1931 skazany na 8 lat ciężkiego więzienia (i dodatkowo na 18 miesięcy za manifestację w czasie rozprawy sądowej). Początkowo odbywał w Wilnie, następnie w Rawiczu. Na podstawie umowy o wymianie więźniów politycznych 15 września 1932 wyjechał do Związku Radzieckiego. Aresztowany rok później w Mińsku i stracony, zrehabilitowany w 1956.